# Authentische Kommunikation
Authentische Kommunikation ist ein Begriff aus der Kommunikationswissenschaft. Authentisch bedeutet hierbei, dass die Kommunikation in einem Gespräch nicht durch äußere Einflüsse auf die kommunizierende Person bestimmt wird, sondern allein aus der Person selbst stammt.

## Begriffsverwendung
Der Begriff authentische Kommunikation wird in der Kommunikationswissenschaft von Paul Watzlawick und Friedemann Schulz von Thun, in der Gesprächspsychotherapie nach Carl Rogers, in der Gestalttherapie nach Fritz Perls oder beim Psychodrama von Jacob Moreno sowie in den Führungsgrundsätzen von Unternehmen verwendet.

## Das Menschenbild
Die Vertreter der Humanistischen Psychologie, wie Carl Rogers, Abraham Maslow, Charlotte Bühler oder Ruth Cohn, zeichnen ein zumeist optimistisches Bild des Menschen: Der Mensch sei von Natur aus gut und habe die Anlage, seine Persönlichkeit zu entwickeln. Dies sei die Voraussetzung für eine Verbesserung zwischenmenschlicher Beziehungen und gesellschaftlicher Verhältnisse. Die Humanistische Psychologie betont die Emotionalität. Das heißt bei Carl Rogers Verbalisierung von Gefühlen. Kommunikationswissenschaftler sprechen in diesem Zusammenhang von Ich-Botschaften oder Ich-Aussagen, wie zum Beispiel: „Ich bin enttäuscht, ich bin wütend, ich freue mich, dass du es geschafft hast“. Nach dem Kommunikationswissenschaftler Friedemann Schulz von Thun beruht dies auf dem Wunsch nach ehrlichen zwischenmenschlichen Beziehungen, verbunden mit der Bereitschaft und Fähigkeit, sich authentisch auszudrücken.

## Zentrale Begriffe
Nach Carl Rogers, Begründer der Gesprächspsychotherapie, gehört Echtsein neben dem einfühlenden Verstehen und der Wertschätzung zur Grundhaltung, die jeder Kommunikation förderlich ist und zwischenmenschliche Beziehungen positiv beeinflusst. Carl Rogers spricht von Kongruenz und meint damit die Übereinstimmung zwischen den drei Bereichen: Was ich fühle (Erleben), was mir davon bewusst wird (Bewusstheit) und was ich davon mitteile (Kommunikation). Kongruenz stehe oft im Widerspruch zur Realität. Die Menschen müssten mit ihren Spannungen und Widersprüchen leben, auch wenn sie sich manchmal nach mehr Kongruenz sehnten. Das erst mache ein Leben farbig und spannend.
Ruth Cohn, die Begründerin der Themenzentrierten Interaktion, ist – was die Offenheit angeht – vorsichtiger als Rogers: Sie spricht von selektiver Authentizität. „Nicht alles, was echt ist, will ich sagen, doch was ich sage, soll echt sein.“

## Kritik
Der amerikanische Schriftsteller und Nobelpreisträger Saul Bellow kritisiert diese Einstellung in seinem Roman Humboldts Vermächtnis folgendermaßen:

„Als ich mir mein Geld damit verdiente, die persönlichen Erinnerungen von fremden Leuten zu schreiben, habe ich entdeckt, dass kein Amerikaner je einen richtigen Fehler begangen, niemand gesündigt oder nur eine einzige Sache zu verbergen hatte; Lügner gab es nicht. Die angewandte Methode ist Vertuschung durch Offenheit, um Doppelzüngigkeit in Ehren zu garantieren.“

Demnach scheint auch für Bellow festzustehen: Die Sehnsucht nach dem Echten, dem Unverfälschten bleibt.